# Cordylidae
Los cordílidos (Cordylidae) son una familia de reptiles del orden Squamata que habitan en las regiones áridas y semiáridas de Madagascar y el África subsahariana. Son lagartos de tamaño medio.
Cordylidae está estrechamente relacionado con la familia Gerrhosauridae, que se encuentra en África y Madagascar. Estas dos familias  de scincomorphos a veces se combinan en un concepto más amplio de Cordylidae. Análisis moleculares recientes confirman el clado formado por Cordylidae y Gerrhosauridae y lo ubican en un clado mayor que incluye a Xantusiidae.

## Descripción y comportamiento
Cordylidae son diurnos e insectívoros. Son terrestres, en su mayoría habitan grietas en terreno rocoso, aunque al menos una especie cava madrigueras y otra vive bajo la corteza exfoliante de los árboles. Tienen cuerpo y cabeza aplanados, y se distinguen por una pesada armadura de osteodermos rectangulares, dispuestos en hileras regulares en todo el cuerpo y la cola. Como su nombre común lo indica, muchas especies tienen anillos de espinas en la cola, que los ayudan en la lucha contra los depredadores. 
La mayoría de las especies tienen cuatro extremidades, pero las del género Chamaesaura carecen casi por completo de extremidades, con solo pequeñas púas en lugar de las patas traseras.
Dentro de esta familia hay tanto lagartos ovíparos como especies ovovivíparas.

## Géneros
Se reconocen los siguientes:
- Chamaesaura Schneider 1801
- Cordylus Laurenti, 1768
- Hemicordylus Smith, 1838
- Karusasaurus Stanley, Bauer, Jackman, Branch & Le Fras Nortier Mouton, 2011
- Namazonurus Stanley, Bauer, Jackman, Branch & Le Fras Nortier Mouton, 2011
- Ninurta Stanley, Bauer, Jackman, Branch & Le Fras Nortier Mouton, 2011
- Ouroborus Stanley, Bauer, Jackman, Branch & Le Fras Nortier Mouton, 2011
- Platysaurus Smith, 1844
- Pseudocordylus Smith, 1838
- Smaug Stanley, Bauer, Jackman, Branch & Le Fras Nortier Mouton, 2011